# Airtight Games
Airtight Games var et uafhængigt amerikansk videospiludviklingsfirma med base i Redmond, Washington, grundlagt i 2004. Det bestod af tidligere medlemmer af FASA Studio, Will Vinton Studios og Microsoft samt flere andre studier, og dets vigtigste medlemmer var præsident og kreativ direktør Jim Deal, art director Matt Brunner og medstifter Ed Fries. 

## Historie
Airtight Games blev grundlagt i 2004 af det kerneteam, der udgav Xbox-titlen 'Crimson Skies: High Road to Revenge. Deres første titel var actionspillet Dark Void fra 2010, udgivet af Capcom og udgivet til Microsoft Windows, PlayStation 3 og Xbox 360.
I 2012 udgav de et puslespil til platforme sammen med Square Enix med titlen Quantum Conundrum. Dette blev efterfulgt af to mobilspil til iOS i 2012 og 2013, og Soul Fjord, et hybrid roguelike/rytmespil udviklet som en eksklusiv titel til den kortlivede Ouya-konsol og udgivet i 2014.
I juni 2014 udgav de eventyr- og mysteriespillet Murdered: Soul Suspect, som blev udgivet af Square Enix til Microsoft Windows, PlayStation 3, PlayStation 4, Xbox 360 og Xbox One. Tidligere samme år fyrede studiet 14 medarbejdere, og dets kreative direktør Kim Swift sluttede sig til Amazon Game Studios.

## Udviklede spil
| Titel                  | År                                                                | Platforme                        |
| ---------------------- | ----------------------------------------------------------------- | -------------------------------- |
| Dark Void              | 2010                                                              | PlayStation 3, Windows, Xbox 360 |
| Quantum Conundrum      | 2012                                                              | PlayStation 3, Windows, Xbox 360 |
| Pixld                  | 2012                                                              | iOS                              |
| DerpBike               | 2013                                                              | iOS                              |
| Soul Fjord             | 2014                                                              | Ouya                             |
| Murdered: Soul Suspect | 2014 \| PlayStation 3, PlayStation 4, Windows, Xbox 360, Xbox One |                                  |

## Eksterne forbindelser
1. ↑  Perry, Douglass C. (2009-08-21). "Hvordan Airtight Games startede et konsolspilstudie med kun 24.000 dollars". VentureBeat (amerikansk engelsk). Hentet 2023-11-15.
2. ↑  Dyer, Mitch (2014-04-02). "Murdered: Soul Suspect Developer Airtight Games Suffers Layoffs". IGN (engelsk). Hentet 2023-11-15.

- Officiel hjemmeside